# Насруллаев, Шерзод Иннатиллоевич
Шерзод Иннатилло оглы Насруллаев (узб. Sherzod Innatillo oglu Nasrullaev, 23 июля 1998 года, Касан, Кашкадарьинская область, Узбекистан) — узбекистанский футболист, защитник клуба «Насаф»и национальной сборной Узбекистана.

## Клубная карьера
Шерзод Насруллаев является воспитанником каршинского футбола и развивался в системе местного футбольного клуба «Насаф», в составе которого становился чемпионом первенства Узбекистана U-19 и завоевывал медали чемпионата страны U-21. Начал привлекаться в состав основной команды в 2018 году. Дебютировал в высшей лиге 18 августа 2018 года в матче против «Пахтакора» (0:4), при счете 0:3. Регулярно начал играть в основном составе «Насафа» со второй половины сезона-2019. В сезоне 2020 отдал пять голевых передач в 22 матчах. Первый гол в Суперлиге за «Насаф» Насруллаев забил 3 апреля 2021 года в матче против «Турона» (4:0). В том же сезоне показал уникальный результат в розыгрыше Кубка АФК — во всех матчах «Насафа» в рамках турнира, кроме финала, отдал голевые передачи. Первый свой взрослый трофей Насруллаев также завоевал в 2021 году — Кубок Узбекистана.
В начале 2023 года сообщалось, что Насруллаевым интересуется «Ордабасы». Однако тренер «Насафа» Рузикул Бердыев заявил, что не поддерживает трансфера игрока. В итоге «Насаф» взял Кубок и Суперкубок Узбекистана, серебро Суперлиги, а также вышел в плей-офф Лиги чемпионов АФК.

## Карьера в сборной
Привлекался в молодежную сборную страны. Дебютировал 4 сентября 2018 года в товарищеском матче против Таджикистана (1:0). Первый гол за молодежку забил в товарищеской встрече против Китая 8 сентября того же года (1:1). Регулярно привлекался в олимпийскую сборную. Дебютировал в товарищеском матче против Южной Кореи 11 октября 2019 года. За национальную команду Насруллаев впервые сыграл 27 января 2022 года в товарищеской встрече против Южного Судана (3:0), отдал голевой пас. Был включен в заявку национальной команды Узбекистана на Кубок Азии-2023. Принял участие в первых двух матчах группового этапа, забил свой первый гол за сборную в матче против Индии (3:0), однако позже получил повреждение, и в оставшихся матчах помочь команде не сумел.

### Список матчей за сборную
| Матчи и голы Насруллаева за сборную Узбекистана | Матчи и голы Насруллаева за сборную Узбекистана | Матчи и голы Насруллаева за сборную Узбекистана | Матчи и голы Насруллаева за сборную Узбекистана | Матчи и голы Насруллаева за сборную Узбекистана | Матчи и голы Насруллаева за сборную Узбекистана |
| №                                               | Дата                                            | Оппонент                                        | Счёт                                            | Голы                                            | Соревнование                                    |
| ----------------------------------------------- | ----------------------------------------------- | ----------------------------------------------- | ----------------------------------------------- | ----------------------------------------------- | ----------------------------------------------- |
| 1                                               | 27 января 2022                                  | Южный Судан                                     | 3:0                                             | —                                               | Товарищеский матч                               |
| 2                                               | 29 марта 2022                                   | Уганда                                          | 4:2                                             | —                                               | Товарищеский матч                               |
| 3                                               | 29 марта 2022                                   | Коста-Рика                                      | 1:2                                             | —                                               | Товарищеский матч                               |
| 4                                               | 16 ноября 2022                                  | Казахстан                                       | 2:0                                             | —                                               | Товарищеский матч                               |
| 5                                               | 20 ноября 2022                                  | Россия                                          | 0:0                                             | —                                               | Товарищеский матч                               |
| 6                                               | 24 марта 2023                                   | Боливия                                         | 1:0                                             | —                                               | Товарищеский матч                               |
| 7                                               | 11 июня 2023                                    | Оман                                            | 3:0                                             | —                                               | Кубок наций ФАЦА 2023                           |
| 8                                               | 14 июня 2023                                    | Туркменистан                                    | 2:0                                             | —                                               | Кубок наций ФАЦА 2023                           |
| 9                                               | 20 июня 2023                                    | Иран                                            | 0:1                                             | —                                               | Кубок наций ФАЦА 2023                           |
| 10                                              | 9 сентября 2023                                 | США                                             | 0:3                                             | —                                               | Товарищеский матч                               |
| 11                                              | 12 сентября 2023                                | Мексика                                         | 3:3                                             | —                                               | Товарищеский матч                               |
| 12                                              | 13 октября 2023                                 | Вьетнам                                         | 2:0                                             | —                                               | Товарищеский матч                               |
| 13                                              | 16 октября 2023                                 | Китай                                           | 2:1                                             | —                                               | Товарищеский матч                               |
| 14                                              | 16 ноября 2023                                  | Туркменистан                                    | 3:1                                             | —                                               | Отборочный турнир к ЧМ-2026                     |
| 15                                              | 25 декабря 2023                                 | Кыргызстан                                      | 4:1                                             | —                                               | Товарищеский матч                               |
| 16                                              | 7 января 2024                                   | Палестина                                       | 1:0                                             | —                                               | Товарищеский матч                               |
| 17                                              | 13 января 2024                                  | Сирия                                           | 0:0                                             | —                                               | Кубок Азии 2023                                 |
| 18                                              | 18 января 2024                                  | Индия                                           | 3:0                                             | 1                                               | Кубок Азии 2023                                 |

## Достижения

### Командные
- Обладатель Кубка Узбекистана: 2021, 2022, 2023
- Победитель Суперкубка Узбекистана: 2023, 2024

### Личные
- Лучший ассистент Кубка АФК: 2021[17]
- Узбекистон ифтихори (6 июня 2025 года) — за большой вклад в развитие и широкую популяризацию спорта в нашей стране, утверждение здорового образа жизни в обществе, проявленные истинное мужество и стойкость, образец высокого профессионализма и целеустремленности в отборочных турнирах среди сильнейших команд Азии по футболу и впервые в истории нашей Родины завоевание путёвки на чемпионат мира, ставшее большой победой, активное участие в деле приумножения славы Нового Узбекистана в мировом масштабе, воспитания молодого поколения в духе любви к Родине, национальной гордости и патриотизма[18]